# 巴豆
巴豆（学名：Croton tiglium），在中药中指大戟科巴豆属植物巴豆的干燥成熟果实。巴豆又名落水金剛、猛樹、廣仔子。广泛分布在中国长江以南各地。

## 形态

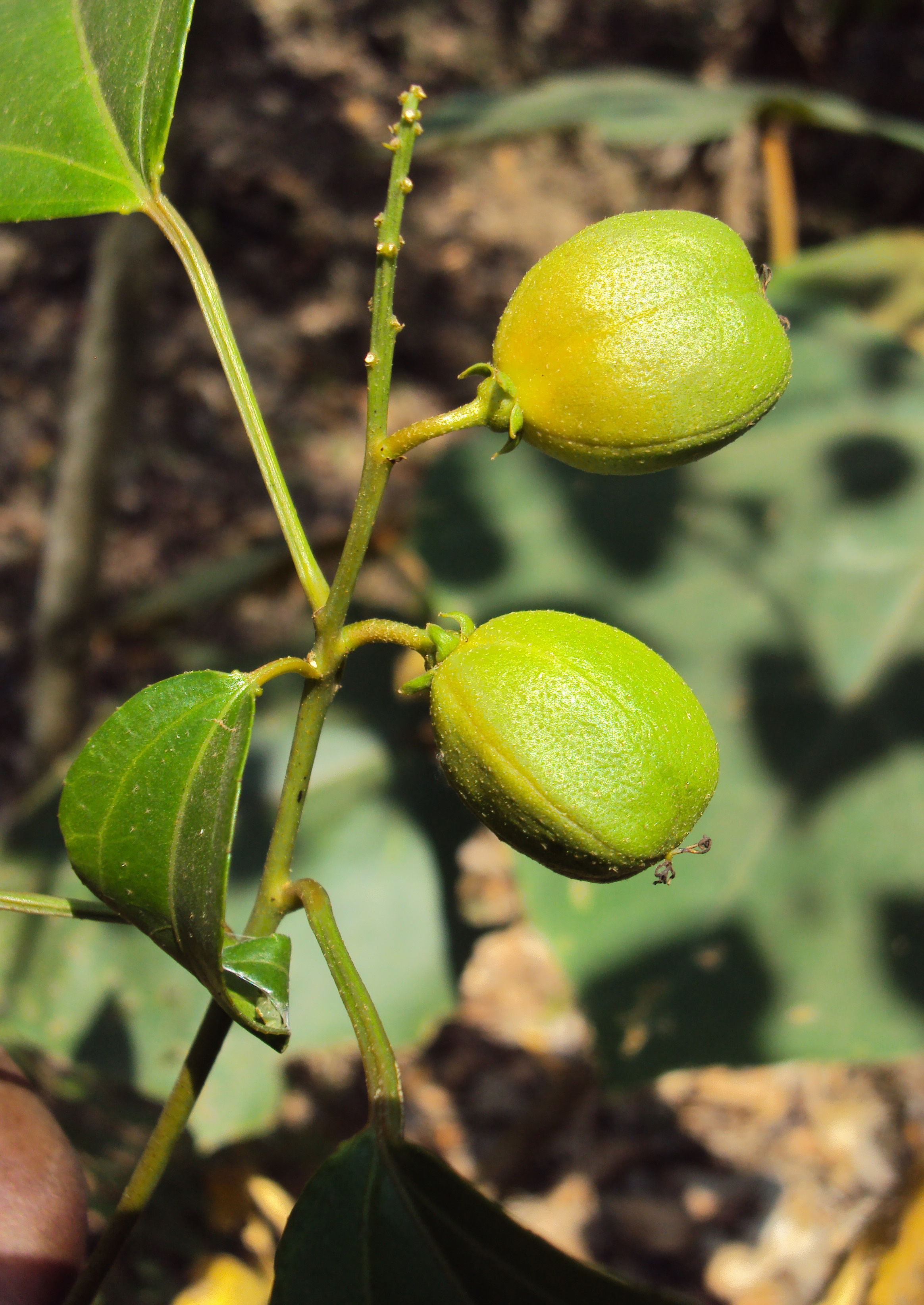
巴豆的果實

常绿灌木或小乔木。卵形至长卵形叶子互生，基出三大脉；夏季开小花，雌雄同株，总状花序顶生；椭圆蒴果。
巴豆全株有毒，以种子毒性最大。食后可引起恶心、呕吐、消化系统产生烧灼感、剧烈腹痛腹泻、便血、头晕头痛、呼吸困难、昏迷、痉挛、最后因呼吸衰竭而死亡。

## 延伸阅读
[在维基数据编辑]
 《欽定古今圖書集成·博物彙編·草木典·巴豆部》，出自陈梦雷《古今圖書集成》
 《植物名實圖考·巴豆》，出自吳其濬《植物名實圖考》

## 外部連結
- 巴豆 Badou （页面存档备份，存于） 藥用植物圖像數據庫 (香港浸會大學中醫藥學院) （中文）（英文）
- 巴豆 中藥材圖像數據庫  (香港浸會大學中醫藥學院) （中文）（英文）
- 生巴豆  Sheng Ba Dou （页面存档备份，存于） 中藥標本數據庫 (香港浸會大學中醫藥學院) （繁體中文）（英文）